# Ormidia
Ormidia (en griego: Ορμήδεια, en turco: Ormidya), a veces también llamado Ormideia, es un pueblo en el Distrito de Lárnaca en el sureste de Chipre. Es uno de los tres enclaves de la zona oriental rodeados por las bases militares de Akrotiri y Dekelia, un territorio británico de ultramar que se administra como una zona soberana. Los otros son el pueblo de Xylotymbu y la Estación eléctrica de Dekelia. Es administrado por la República de Chipre. Su población en 2011 era de 4.189 habitantes.
Los objetos arqueológicos encontrados en el pueblo se exhiben en diversos museos. Una estela con la "inscripción funeraria silábica Panroses" se encuentra en el Museo Arqueológico del Distrito de Lárnaca.